# Orlando, ma biographie politique
Pour plus de détails, voir Fiche technique et Distribution.
Orlando, ma biographie politique est un documentaire expérimental de Paul B. Preciado, réalisé en 2023 et présenté en avant-première au Festival international du film de Berlin.
Disponible sur Arte depuis le 30 novembre 2023, le film sort en salle le 5 juin 2024.

## Synopsis
Le film brouille les frontières entre la réalité et la fiction. Le réalisateur s'inspire librement du roman de Virginia Woolf, Orlando, dans lequel le personnage principal change de sexe au milieu de l'histoire. Dans le film, Preciado organise un casting et réunit 26 personnes trans et non binaires contemporaines, âgées de 8 à 70 ans, pour incarner Orlando. Preciado reconstruit les étapes de sa transformation personnelle à travers des voix authentiques, des écrits, des théories et des images, à la recherche de la vérité.

## Fiche technique
- Titre original : Orlando, ma biographie politique
- Réalisation : Paul B. Preciado
- Scénario : Paul B. Preciado
- Musique : Clara Deshayes
- Costumes : Thomas Goudou et Caroline Spieth
- Maquillage : Elsa Gendre et Océane Lathuillière
- Son : Hugo Corbel, Valentine Gelin, Olivier Goinard, Arno Ledoux
- Production : Yaël Fogiel, Laetitia Gonzalez, Annie Ohayon et Farid Rezkallah
- Sociétés de production : Les Films du Poisson, 24 Images, Arte France
- Pays de production :  France
- Format : couleur
- Durée : 98 minutes
- Dates de sortie : 
  - Allemagne : 18 février 2023 (Berlinale)
  - France : 2 avril 2023 (Centre Pompidou) ; 30 novembre 2023 (Arte) ; 5 juin 2024 (sortie en salle)

## Distribution
- Oscar S Miller : Orlando
- Janis Sahraoui : Orlando
- Liz Christin : Orlando
- Elios Levy : Orlando
- Victor Marzouk : Orlando
- Paul B. Preciado : Orlando
- Kori Ceballos : Orlando
- Vanasay Khamphommala : Orlando
- Ruben Rizza : Orlando
- Julia Postollec : Orlando
- Amir Baylly : Orlando
- Naëlle Dariya : Orlando
- Jenny Bel'Air : Orlando
- Emma Avena : Orlando
- Lillie : Orlando
- Artur : Orlando
- Éléonore : Orlando
- La Bourette : Orlando
- Noam Iroual : Orlando
- Iris Crosnier : Orlando
- Clara Deshayes : Orlando
- Castiel Emery : Sasha
- Fréderic Pierrot : le psychiatre
- Nathan Callot : le vendeur d'armurerie
- Pierre et Gilles : les docteurs
- Tristana Gray Martyr : la déesse des hormones
- Le Filip : la déesse du Gender Fucking
- Miss Drinks : la déesse de l'insurrection
- Tom Dekel : le réceptionniste
- Virginie Despentes : la juge
- Rilke et Pompom : les chiens d'Orlando

## Distinctions

### Récompenses
- Berlinale 2023 : Teddy Award, Prix spécial du jury dans la catégorie Encounters et Prix des lecteurs et lectrices du Tagespiegel[4]
- Festival Chéries-Chéris 2023 : Mention spéciale dans la compétition documentaire[5]

### Sélection
- Festival international du film de Jeonju 2023 : en compétition pour le Grand Prix